# 荻原廣
荻原 廣（おぎわら ひろし、1891年9月16日 - 1972年11月25日）は、日本の実業家。
長野県上伊那郡中箕輪村（現箕輪町）に生まれ、高等尋常小学校を卒業後上京し、1909年明治薬学校を卒業、薬剤師の国家試験に合格。
1912年太田胃散本舗に入社し、1915年東西製薬営業部長、1918年星製薬細菌部販売部長、1922年高木商店製薬部東京支店長と職を転じる。関東大震災を機に独立し、1923年東洋新薬社を設立。1928年東京市神田区に水道橋診療所を開設。1931年杏林化学研究所を設立し、1940年杏林製薬として株式会社に改組させ、販売部門を杏林薬品として独立させた。
また、1941年星薬学専門学校の設立に参加し、大学昇格と同時に理事長となった。1959年紺綬褒章。